# Salle des Caryatides
La salle des Caryatides est une salle historique du musée du Louvre. Elle se trouve au rez-de-chaussée de l'aile Sully et a été construite en style Renaissance par Pierre Lescot au XVIe siècle. Elle doit son nom aux quatre figures féminines sculptées par Jean Goujon en 1550 pour soutenir la tribune des musiciens. Ces quatre statues en forme de caryatides s’inspirent de celles se trouvant à l’Érechthéion sur l'acropole d'Athènes par l'intermédiaire de reproductions romaines ornant le forum d'Auguste.

## Histoire
En 1546, un an avant sa mort, François Ier demande à son architecte Pierre Lescot de repenser le Louvre pour transformer le château-fort de Charles V en un palais de la Renaissance. En 1527, le roi avait déjà fait démolir le donjon pour aérer la cour. Pierre Lescot élève donc une nouvelle aile : l’aile Lescot.
Son fils, le roi Henri II, fait poursuivre les travaux par l’architecte Pierre Lescot entre 1546 et 1549. La salle des Caryatides est originellement conçue comme une salle des fêtes et ordinairement utilisée comme salle des gardes du roi. L'escalier prévu initialement au milieu de l'aile est finalement repoussé à l'extrémité nord (l'actuel escalier Henri II), permettant ainsi la création d'une salle majestueuse de 600 m². La partie sud de cette vaste salle servant de tribunal royal, l’architecte créa une serlienne afin de délimiter les espaces de justice et de fête. Les caryatides soutiennent une tribune destinée aux musiciens rythmant la danse.

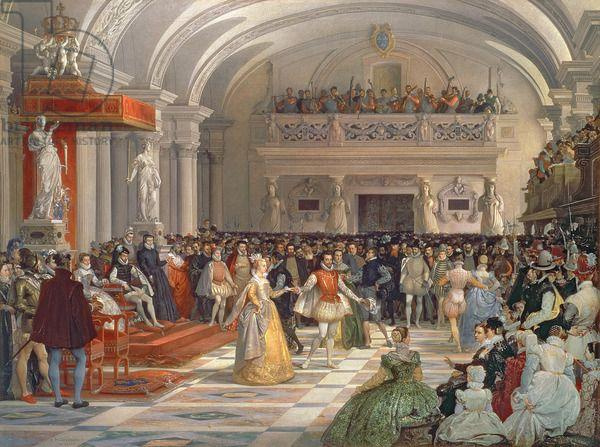
Mariage d'Henri IV et de Marguerite de Valois

Cette pièce devient immédiatement le cœur du nouveau palais. Dans cette salle ont lieu les festivités du mariage entre Henri IV et Marguerite de Valois le 18 août 1572, peu de temps avant le massacre de la Saint-Barthélemy.
Par ailleurs, du 10 au 21 mai 1610, c'est là que l’effigie mortuaire en cire du roi Henri IV est exposée.
En 1639, l’ancien plafond à solives menaçant de s’effondrer, l’architecte Jacques Lemercier le remplace par une voûte en berceau, sous laquelle, le 24 octobre 1658, Molière joue pour la première fois devant Louis XIV. François Ier est l'initiateur des collections royales d'art, mais les œuvres sont installées au château de Fontainebleau. C'est à Henri IV que l'on doit l'idée de « salle des Antiques » au Louvre. Au XVIIe siècle, le salon des artistes vivants s'installe dans la salle des Caryatides. De 1692 à 1793, la salle des Caryatides abrite les sculptures de la collection royale et devient la « salle des Antiques ».

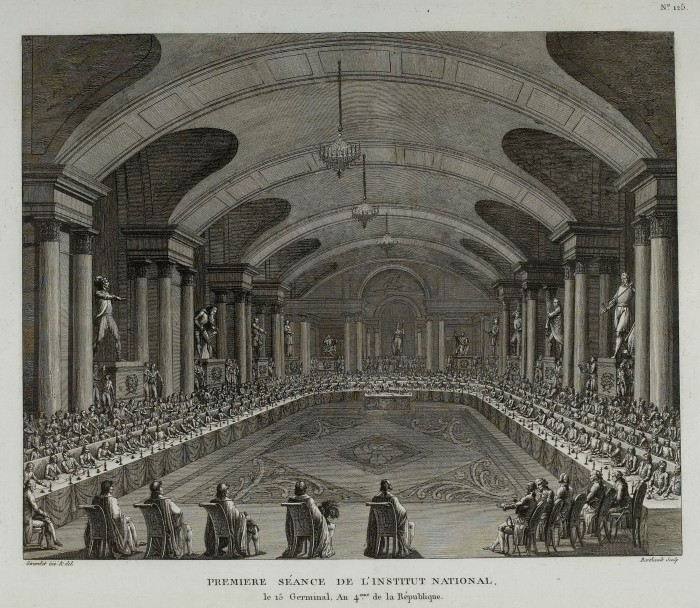
Première séance de l'Institut national, le 15 germinal An IV.

En 1795, la salle des Caryatides devient le siège de l'Institut national qui y tient, le 4 avril 1796 (15 germinal An IV) sa séance solennelle d'inauguration. Après le départ de l'Institut pour l'ancien collège des Quatre-Nations en 1805, elle est intégrée au musée en 1806.
Les architectes Percier et Fontaine dirigent alors l’achèvement du décor. Les arcs de la voûte sont sculptés par Jean-François Mouret et Jean-Baptiste Stouf ; la cheminée du tribunal est reconstituée par Francesco Belloni autour des deux figures attribuées à Jean Goujon et restaurées. Toute la décoration de la salle est faite avec de la pierre de Conflans qui est une pierre calcaire. La pièce est baptisée « salle des Caryatides » en 1815. La salle abrite aujourd'hui les copies romaines effectuées d'après des œuvres grecques depuis longtemps disparues.

## Description
De nos jours, la salle des Caryatides se trouve au rez-de-chaussée (ou niveau 0) dans l'aile Sully. Elle correspond à la salle 348 du musée du Louvre. Elle expose des statues antiques parmi lesquelles Diane de Versailles au centre de la pièce, un Centaure de Furietti, Apollon Sauroctone Borghèse, Silène portant Dionysos, Hermaphrodite endormie, Centaure Borghèse, Marsyas supplicié, Les Trois Grâces, Diane de Gabies, etc.
Le tribunal s'inspire de l'arc d'Auguste sur le forum à Rome.

### Caryatides

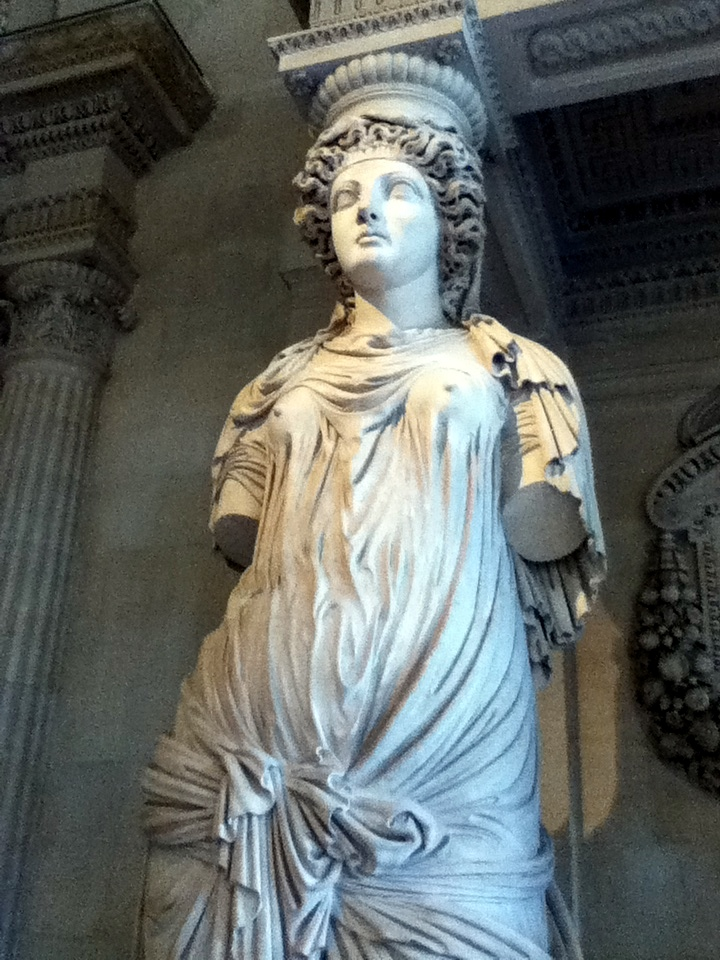
Caryatide

Les Caryatides (ou Cariatides) sont les quatre statues féminines qui soutiennent l'entablement de la tribune des musiciens. Elle font ainsi office de colonnes. Elles représentent des femmes sans bras, vêtues d'une longue tunique, nouée sur le ventre. Elles ont été sculptées par Jean Goujon en 1550. Elles se trouvent sur des socles en forme de colonne tronquée.
Leur nom fait référence aux statues qui figurent sur le baldaquin de l'Érechthéion, sur l'acropole d'Athènes. Devant le temple de Mars Ultor, à Rome, l'empereur Auguste avait fait installer des statues copiées sur celle de l'Érechthéion. Cependant, la représentation choisie par Jean Goujon est plutôt romaine et il semble que le sculpteur s'est inspiré de plusieurs références : le vêtement est celui porté par les matrones romaines plutôt que par les femmes grecques. L'absence de bras des Caryatides de l'Érechthéion d'Athènes est accidentelle. Les Caryatides du Louvre sont à rapprocher des termes, sculpture n'ayant que la tête de figure humaine, et terminée en gaine par le bas. Les chapiteaux ne sont pas grecs mais romains et s'inspirent de ceux de la basilique émilienne sur le forum à Rome.

### Cheminée de la salle des Caryatides

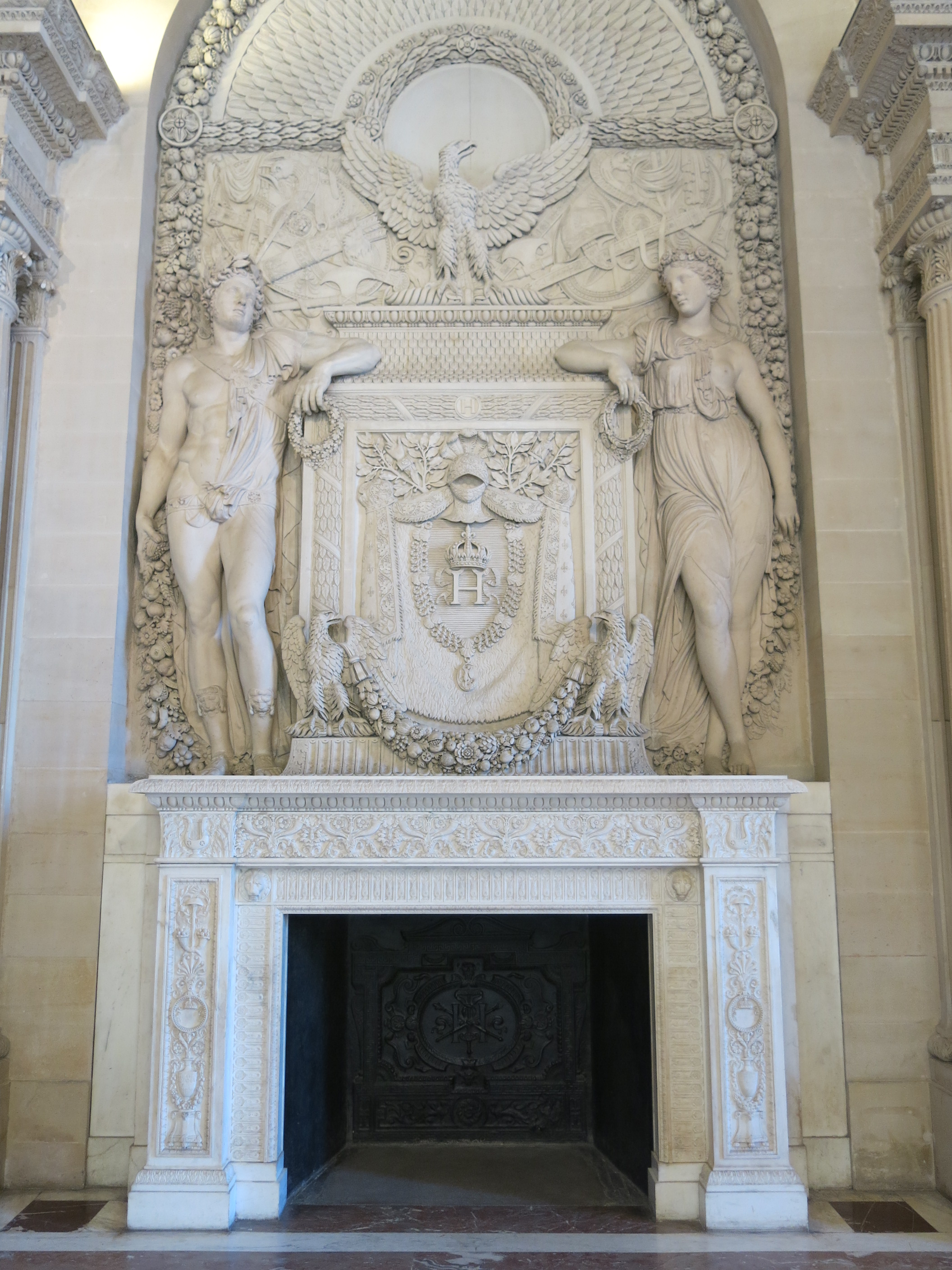
La cheminée de la salle des Caryatides

Au fond de la salle se trouve une grande cheminée de style hétérogène. Le manteau de la cheminée date de la Renaissance mais provient d'un autre endroit non identifié du palais. Les deux grands personnages sont anciens mais d'origine indéterminée. Attribuées par erreur à Jean Goujon, elles ont été sévèrement restaurées en 1826 par Bernard Lange surnommé depuis l'ange exterminateur. Le reste, et notamment les aigles datent de l'époque napoléonienne. Le H a été ajouté ultérieurement à la place d'un N napoléonien et d'un buste de l'empereur .

## Galerie

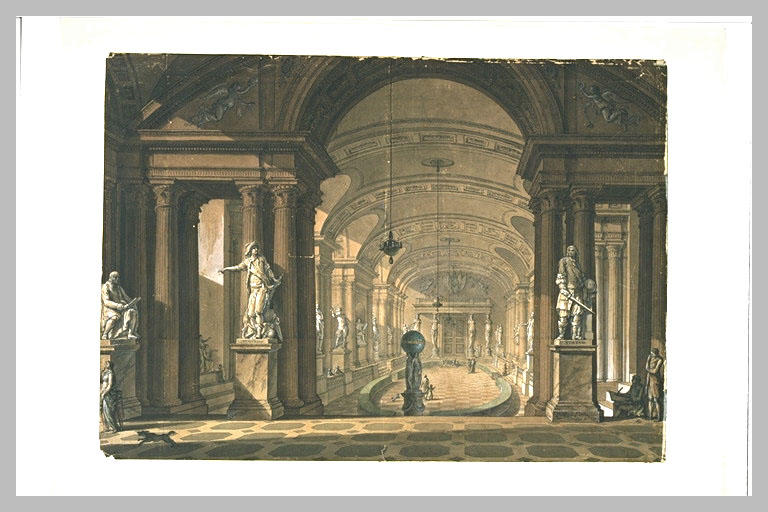
Vue de la salle des Caryatides en 1785
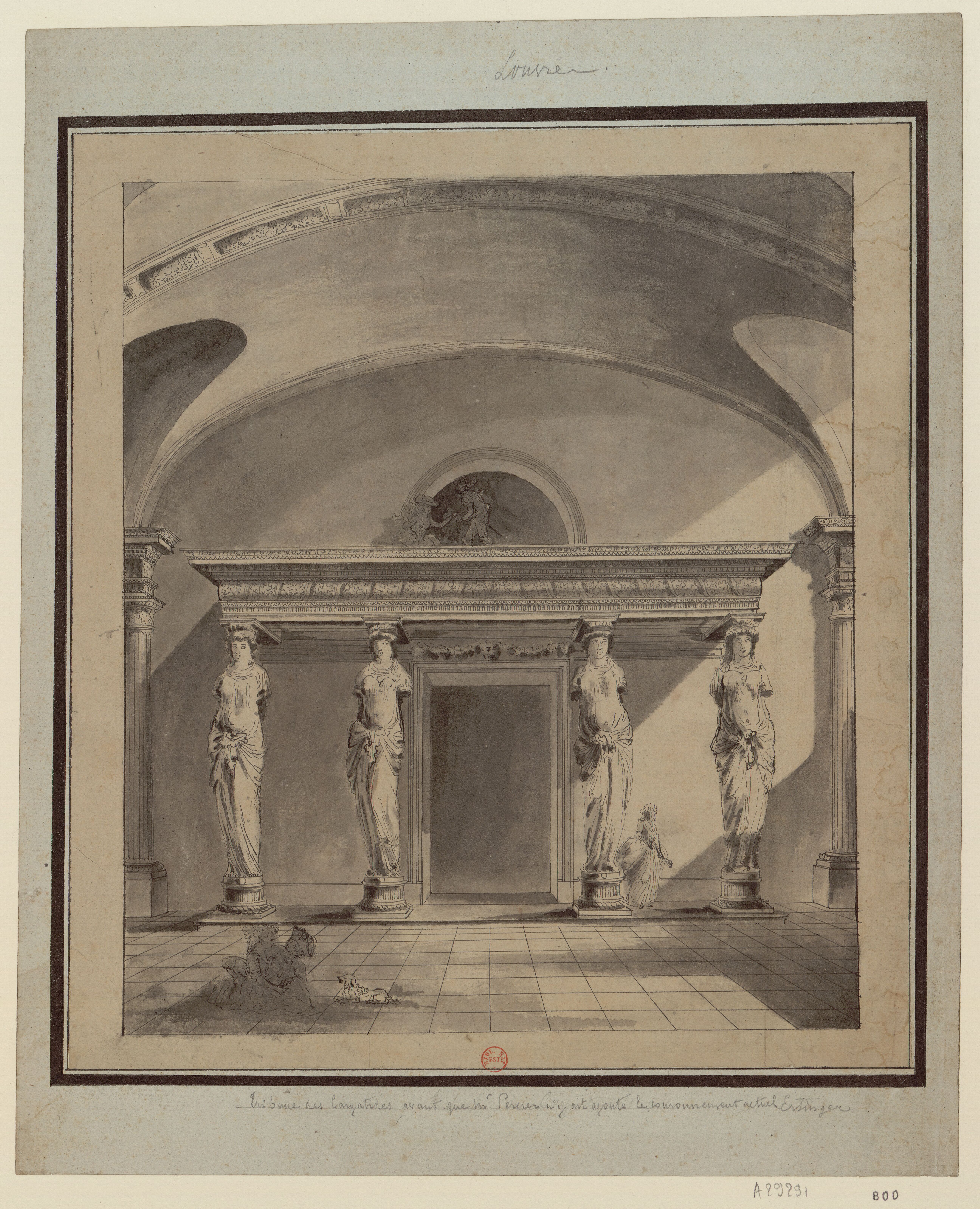
La tribune des Caryatides avant que Percier achève son décor.
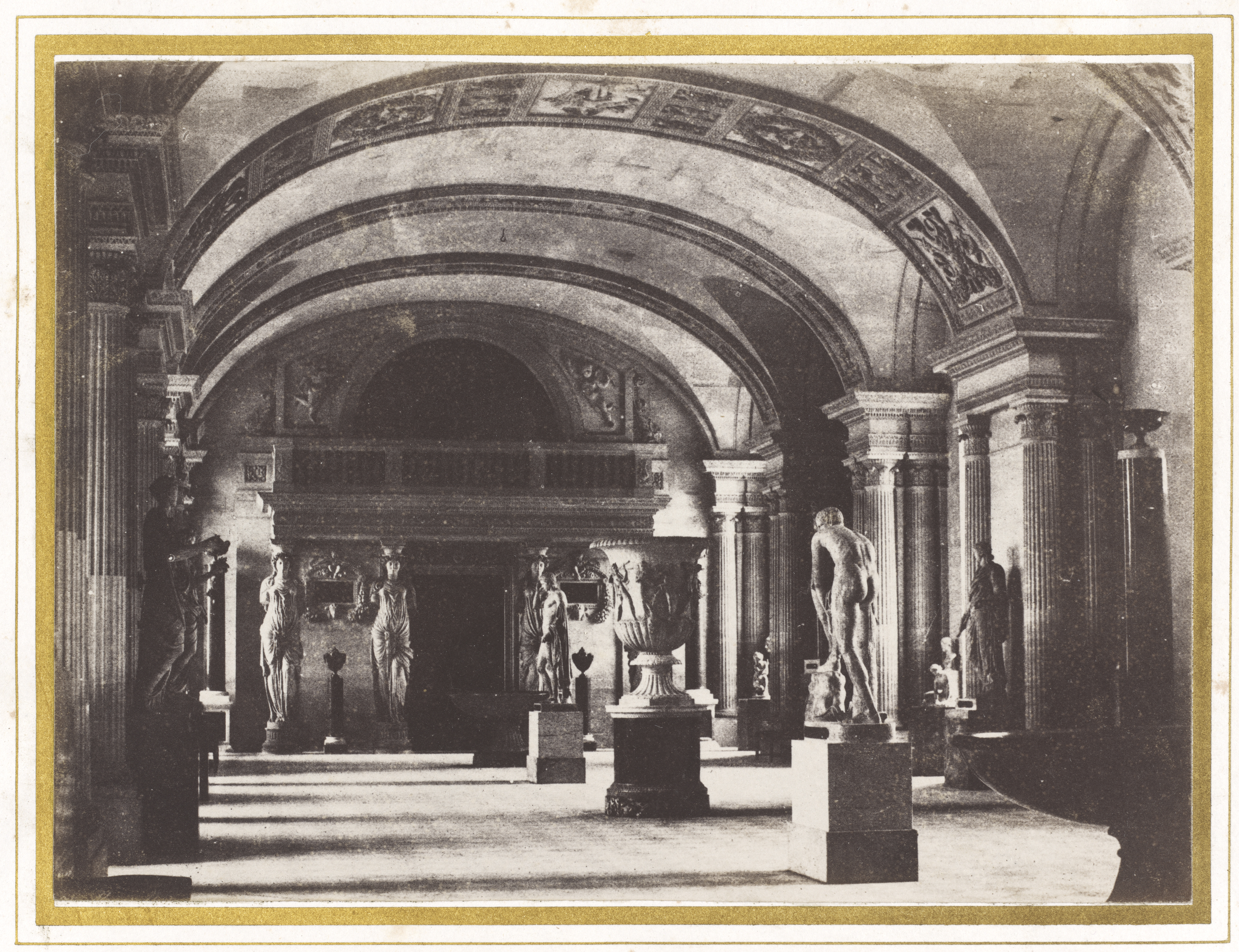
La salle des Caryatides par Charles Marville, 1851
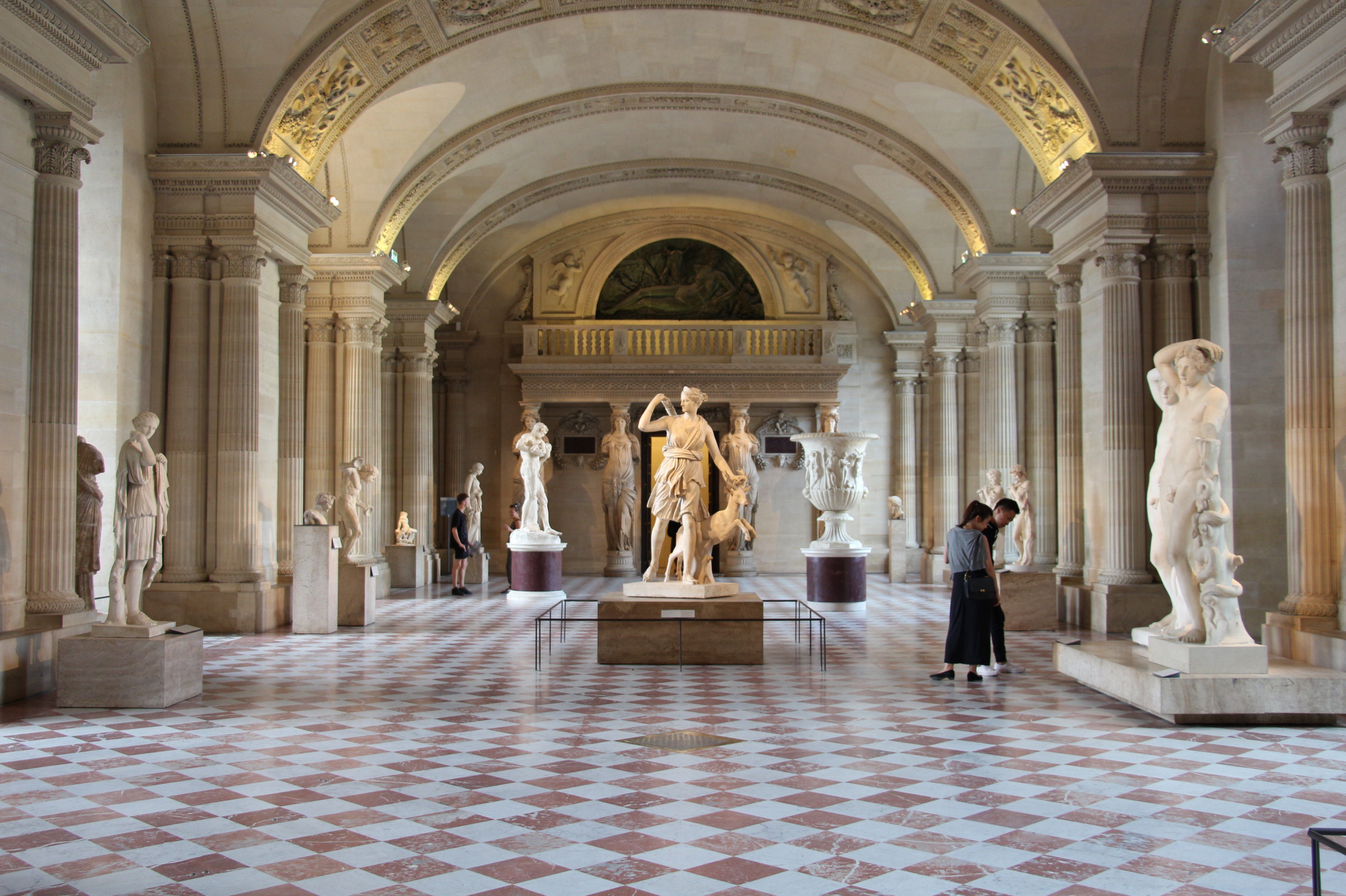
Les sculptures antiques exposées dans la salle des Caryatides
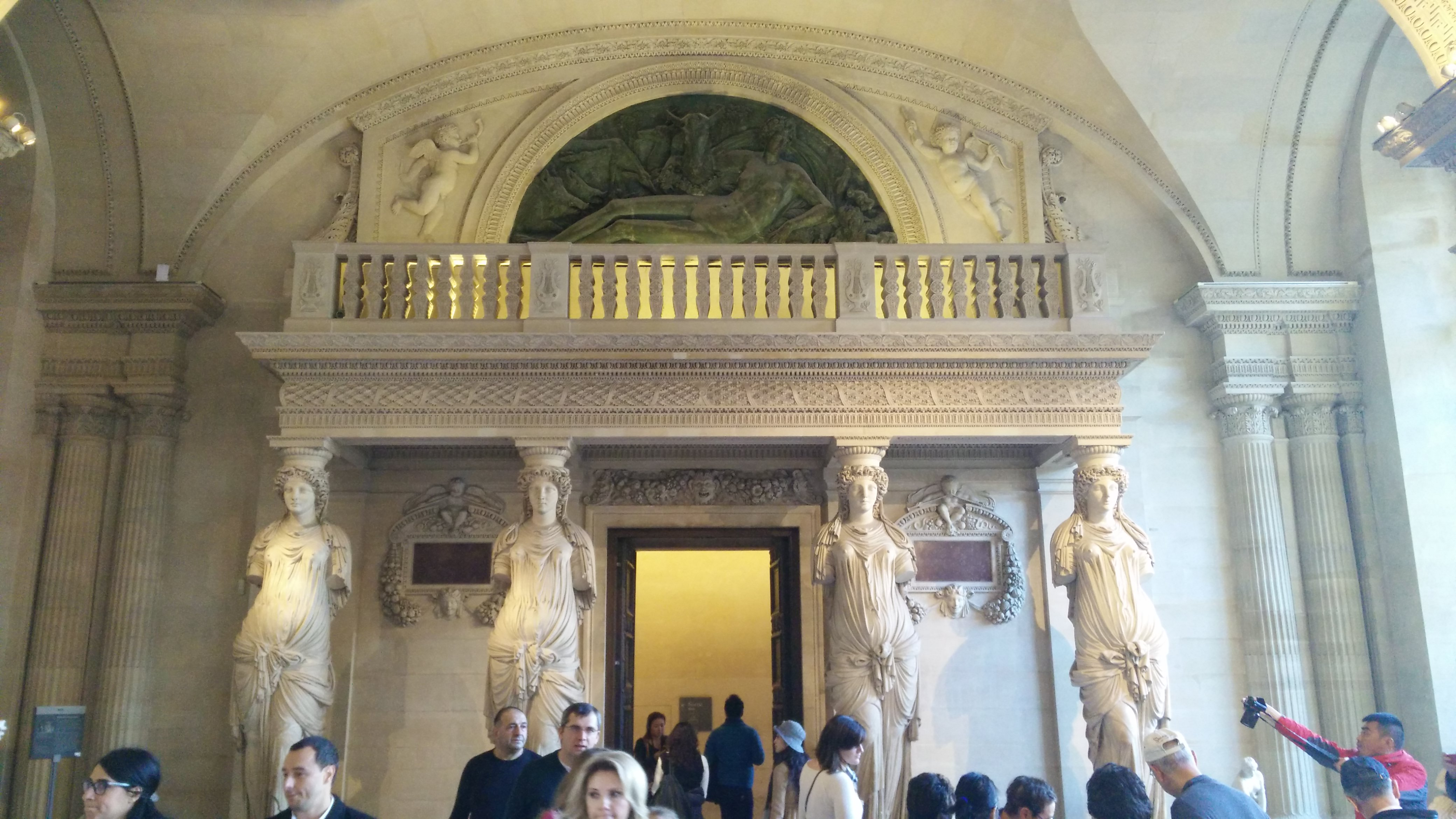
Les quatre Caryatides de Jean Goujon